# Ryan Kesler
Ryan James Kesler (* 31. August 1984 in Livonia, Michigan) ist ein ehemaliger US-amerikanischer Eishockeyspieler. Der Center bestritt zwischen 2003 und 2019 über 1000 Partien für die Vancouver Canucks und die Anaheim Ducks in der National Hockey League (NHL). Mit den Canucks erreichte er das Stanley-Cup-Finale der Playoffs 2011 und gewann im gleichen Jahr die Frank J. Selke Trophy, die an den Stürmer mit dem besten Defensivverhalten vergeben wird. Mit der Nationalmannschaft der USA gewann er die Silbermedaille bei den Olympischen Winterspielen 2010. Seine aktive Karriere musste Kesler letztlich verletzungsbedingt frühzeitig beenden.

## Karriere
Im Juni 2000 wurde Kesler von den Brampton Battalion aus der Ontario Hockey League in der fünften Runde an insgesamt 89. Position gedraftet, allerdings entschied er sich nicht nach Kanada zu gehen, sondern er spielte zwei Spielzeiten lang für das USA Hockey National Team Development Program auf Grund der Nähe zu seiner Heimat. In 131 Spielen konnte er 99 Punkte erzielen.
Danach spielte der Stürmer eine Saison für die Universitätsmannschaft der Ohio State University, den Buckeyes in der Central Collegiate Hockey Association, in welcher er auch prompt in die All-Star-Auswahl berufen wurde.

### Vancouver Canucks (2003–2014)

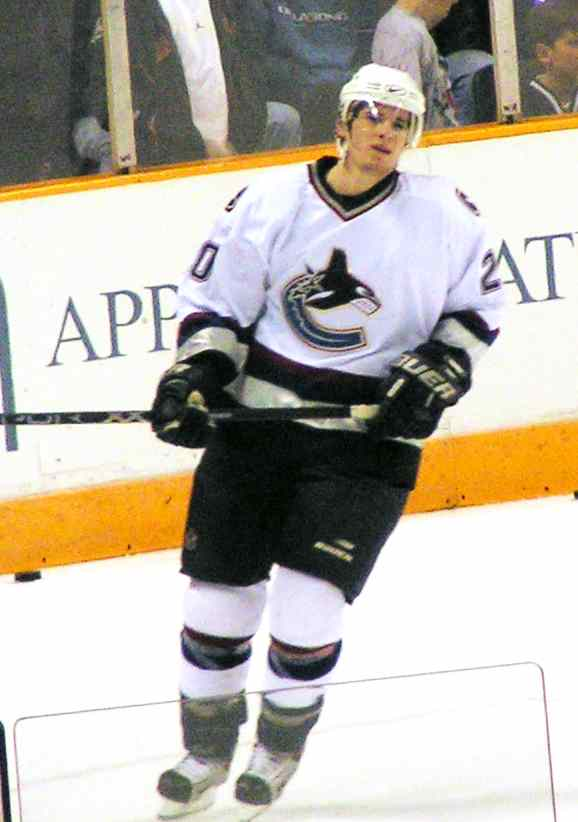
In seiner Rookiesaison trug Kesler die Trikotnummer 20.

Beim NHL Entry Draft 2003 wurde Kesler in der ersten Runde an insgesamt 23. Position von den Vancouver Canucks gezogen. Nur zwei Monate nachdem er gedraftet worden war, unterschrieb er einen Drei-Jahres-Vertrag, der ihm sowohl 850.000 US-Dollar Unterschriftsbonus als auch ein kolportiertes Gesamtgehalt von 2,475 Millionen US-Dollar einbrachte.
Im Sommer 2003 nahm er an der Saisonvorbereitung der Canucks teil, wurde jedoch kurz vor Beginn der Spielzeit 2003/04 in den Kader des Farmteams Manitoba Moose aus der American Hockey League. Im November 2003 gab er bei der 1:2-Niederlage gegen die Toronto Maple Leafs sein Debüt für die Canucks in der höchsten Spielklasse Nordamerikas und schoss im darauffolgenden Spiel gegen die Calgary Flames den ersten Treffer in der NHL. Insgesamt bestritt Kesler in seiner Rookie-Saison 28 Partien für die Canucks, während er den Rest der Saison bei den Moose verbrachte.
Infolge des Lockouts in der NHL-Saison 2004/05 absolvierte er die gesamte Spielzeit in Manitoba, wo er in 78 Spielen insgesamt 30 Tore sowie 28 Vorlagen. Außerdem wurde er für das AHL All-Star Classic 2005 nominiert und zum wertvollsten Spieler der Manitoba Moose gewählt. Im folgenden Jahr bestritt der Angreifer seine erste vollständige Spielzeit bei den Canucks in der NHL und konnte dabei 23 Scorerpunkte aus 82 Spielen markiert. Nach der Saison lehnte Kesler ein erstes Vertragsangebot von den Canucks ab und wurde daraufhin zu einem Restricted Free Agent. Im September 2009 unterzeichnete er einen sogenannten „Offer sheet“ der Philadelphia Flyers. Die Canucks hatten daraufhin eine Woche Zeit, um mit dem Angebot der Konkurrenz gleichzuziehen und den Vertrag des Spielers zu denselben Konditionen zu verlängern oder den Spieler ziehen zu lassen. Als Entschädigung hätten sie einen Draftpick für die zweite Runde des NHL Entry Draft 2007 von den Flyers erhalten. Zwei Tage nach dem Angebot aus Philadelphia unterzeichnete Kesler einen Einjahresvertrag im Wert von 1,9 Millionen US-Dollar mit den Canucks.
Nach 48 Spielen in der Spielzeit 2006/07 zog Kesler sich eine Hüftverletzung zu, woraufhin er für den Rest der verbleibenden Hauptrunde ausfiel. Bei seiner Rückkehr im April 2007 in der Playoff-Serie gegen die Dallas Stars verletzte er sich beim Blocken eines Schusses und fiel anschließend aufgrund einer Operation am Zeigefinger erneut aus. Trotz der Verletzungsprobleme wurde sein Vertrag im Mai 2007 um drei weitere Jahre bei einem Jahresgehalt von 5,25 Millionen US-Dollar. Zu Beginn der Saison 2007/08 erhielt der US-Amerikaner in der Partie gegen die Philadelphia Flyers von seinem Gegenspieler Jesse Boulerice einen cross-check ins Gesicht, woraufhin Boulerice die bis dahin längste Sperre in der Geschichte der NHL erhielt und für 25 Partien suspendiert wurde. Im weiteren Verlauf der Spielzeit konnte sich Kesler endgültig als Leistungsträger im Kader der Canucks etablieren und erhielt regelmäßig Spielzeit gegen die Topspieler der gegnerischen Mannschaften sowie in Unterzahlsituationen. Im September 2008 wurde Kesler zu einem der Assistenzkapitäne ernannt und spielte in der Saison 2008/09 zunächst mit Alexandre Burrows in einer Reihe, bevor er ab Januar 2009 an der Seite von Pavol Demitra und Mats Sundin in der zweiten Angriffsformation agierte. Am Ende der Saison erhielt der Angreifer die Cyclone Taylor Trophy als wertvollster Spieler innerhalb der Mannschaft und war erstmals für die Frank J. Selke Trophy nominiert. In der folgenden Saison wurde Kesler wieder in seiner ursprünglichen Position als Center eingesetzt und erhielt regelmäßig Spielzeit in Überzahlsituationen, woraufhin er mit 75 Scorerpunkten aus 82 Spielen die punktbeste Spielzeit seiner bisherigen NHL-Karriere spielte. Im März 2010 unterschrieb er eine sechsjährige Vertragsverlängerung bei einem kolportierten Gesamtgehalt von 30 Millionen US-Dollar.

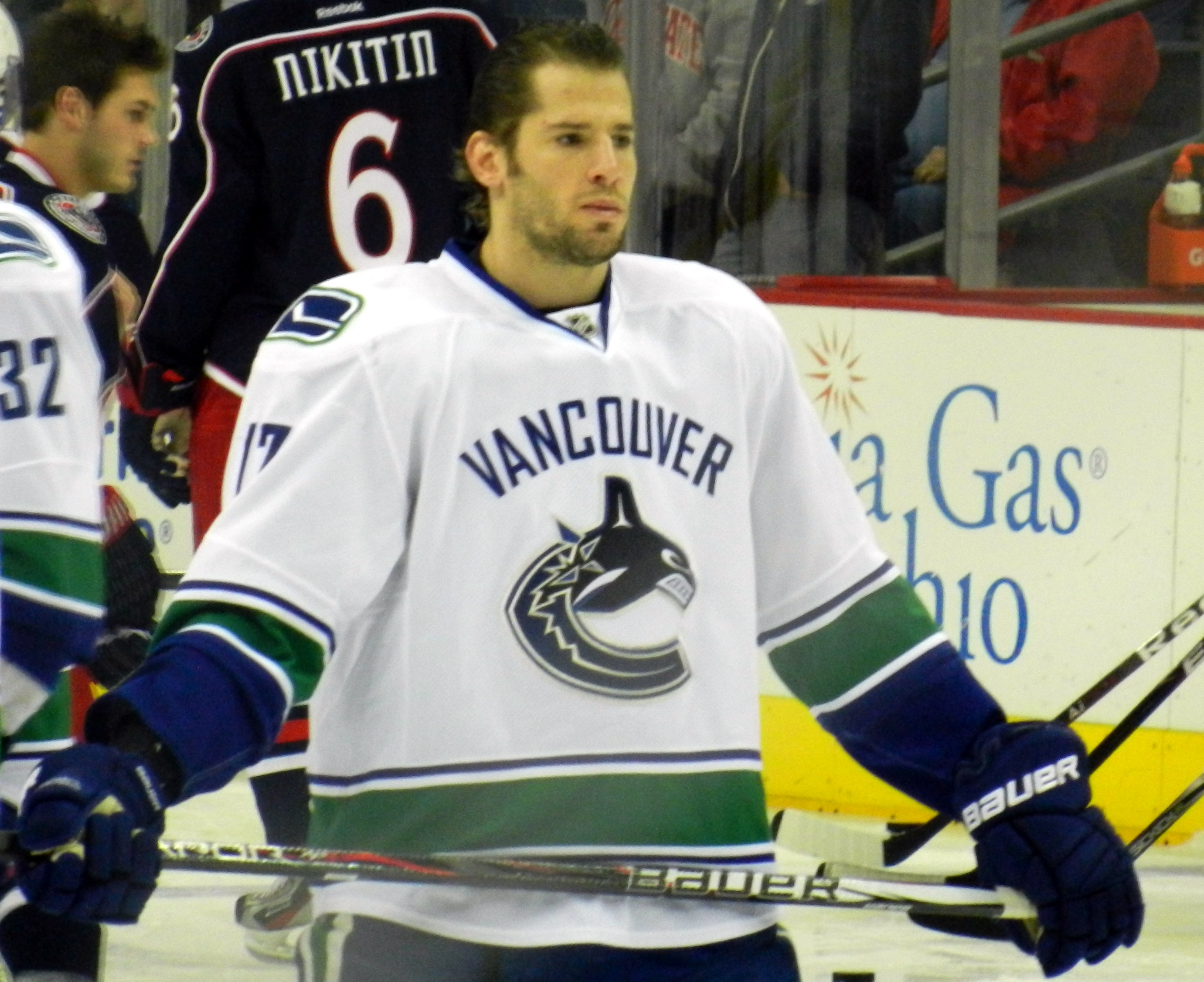
Kesler im Dezember 2011

In der Saison 2010/11 konnte Kesler seine Offensivleistungen noch weiter steigern, da er einerseits mehr Verantwortung im Angriffsspiel erhielt und andererseits durch den neuverpflichteten Manny Malhotra in seine defensiven Aufgaben entlastet wurde. Im November 2010 schoss er beim 4:2-Sieg gegen die Colorado Avalanche den 100. Treffer seiner NHL-Karriere, bevor ihm im folgenden Monat gegen die Columbus Blue Jackets der erste Hattrick gelang. Zu Beginn des Jahres 2011 nahm er am All-Star Game teil und fungierte dabei als Assistenzkapitän für die Mannschaft von Eric Staal. Kesler beendete die Hauptrunde mit 41 Toren sowie 32 Assists und war damit maßgeblich am erfolgreichen Abschneiden der Canucks, welche die Presidents’ Trophy als punktbestes Team der regulären Saison gewannen, beteiligt. In den Playoffs konnte der Angreifer nahtlos an diese Offensivleistungen anknüpfen und war mit 19 Scorerpunkten aus 25 Partien ein wichtiger Faktor beim Einzug seiner Mannschaft in das Stanley-Cup-Finale, wo man jedoch den Boston Bruins unterlag. Im Anschluss an die Spielzeit erhielt er erstmals die Frank J. Selke Trophy als Stürmer mit dem besten Defensivverhalten.
In der Sommerpause 2011 musste Kesler infolge einer erlittenen Hüftverletzung operiert und verpasste somit den Beginn der Saison 2011/12. Nach seiner Rückkehr gelang es ihm nicht, die Offensivleistungen aus dem Vorjahr zu wiederholen und er kam letztlich auf 49 Scorerpunkte aus 77 Spielen. Nachdem der US-Amerikaner bereits seit Januar 2012 mit einer Schulterverletzung spielte, unterzog er sich im Juni 2012 erneut einer Operation, nachdem er bereits einen Monat zuvor zusätzlich am Handgelenk operiert worden war. Im Februar 2013 kehrte er in den Spielbetrieb zurück und brach sich bei seiner Rückkehr in der Partie gegen die Dallas Stars den Fuß, bestritt jedoch weitere sechs Spiele, bevor die Verletzung erkannt wurde.

### Anaheim Ducks (2014–2019)
Im Juni 2014 wurde Kesler von den Canucks samt einem Drittrundenwahlrecht für den NHL Entry Draft 2015 an die Anaheim Ducks abgegeben. Die Canucks erhielten im Gegenzug Luca Sbisa, Nick Bonino sowie das Erst- und Drittrundenwahlrecht der Ducks für den NHL Entry Draft 2014, der direkt am Tag des Transfers stattfand. Im März 2019 absolvierte der Angreifer sein insgesamt 1000. Spiel der regulären Saison in der NHL. Kurze Zeit später fiel er verletzungsbedingt aus und unterzog sich anschließend einer Hüftoperation, aufgrund derer er die gesamte Spielzeit 2019/20 sowie die Folgesaison 2020/21 ausfiel. Anschließend bestätigte Kesler, dass er nicht mehr ins professionelle Eishockey zurückkehren wird.
Im März 2022 sollte sein verbleibender Vertrag samt John Moore zu den Vegas Golden Knights transferiert werden, während Anaheim Jewgeni Dadonow sowie ein konditionales Zweitrunden-Wahlrecht im NHL Entry Draft 2023 oder 2024 erhalten sollte. Nachdem die NHL dieses Tauschgeschäft initial genehmigt hatte, wurde klar, dass eine Klausel in Dadonows Vertrag einen Transfer nach Anaheim verhinderte (no-trade clause). Daher war die Liga wenige Tage später gezwungen, das Tauschgeschäft für ungültig zu erklären.

### International
Ryan Kesler nahm für die US-amerikanische Nationalmannschaft an der U18-Junioren-Weltmeisterschaft 2002, den U20-Junioren-Weltmeisterschaften 2003 und 2004 sowie der Weltmeisterschaft 2006 teil. Anschließend vertrat er sein Heimatland bei den Olympischen Winterspielen 2010 und 2014, wobei das Team 2010 die Silbermedaille gewann. Ferner nahm er mit dem Team USA am World Cup of Hockey 2016 teil.

## Erfolge und Auszeichnungen
| - 2003 CCHA All-Rookie Team - 2005 Teilnahme am AHL All-Star Classic - 2011 Teilnahme am NHL All-Star Game | - 2011 Frank J. Selke Trophy - 2017 Teilnahme am NHL All-Star Game |

### International
- 2002 Goldmedaille bei der U18-Junioren-Weltmeisterschaft
- 2002 Wertvollster Spieler der U18-Junioren-Weltmeisterschaft
- 2004 Goldmedaille bei der U20-Junioren-Weltmeisterschaft
- 2010 Silbermedaille bei den Olympischen Winterspielen

## Karrierestatistik

### International
Vertrat die USA bei:
| - World U-17 Hockey Challenge 2001 - U18-Junioren-Weltmeisterschaft 2002 - U20-Junioren-Weltmeisterschaft 2003 - U20-Junioren-Weltmeisterschaft 2004 | - Weltmeisterschaft 2006 - Olympischen Winterspielen 2010 - Olympischen Winterspielen 2014 - World Cup of Hockey 2016 |

(Legende zur Spielerstatistik: Sp oder GP = absolvierte Spiele; T oder G = erzielte Tore; V oder A = erzielte Assists; Pkt oder Pts = erzielte Scorerpunkte; SM oder PIM = erhaltene Strafminuten; +/− = Plus/Minus-Bilanz; PP = erzielte Überzahltore; SH = erzielte Unterzahltore; GW = erzielte Siegtore; 1 Play-downs/Relegation; Kursiv: Statistik nicht vollständig)